# Șabastivka, Monastîrîșce
Șabastivka (în ucraineană Шабастівка) este o comună în raionul Monastîrîșce, regiunea Cerkasî, Ucraina, formată numai din satul de reședință.

## Demografie
Componența lingvistică a comunei Șabastivka
     Ucraineană (99,09%)
     Alte limbi (0,8%)
Conform recensământului din 2001, majoritatea populației comunei Șabastivka era vorbitoare de ucraineană (99,09%), existând în minoritate și vorbitori de alte limbi.